# 강진 무위사 극락전 백의관음도
강진 무위사 극락전 백의관음도(康津 無爲寺 極樂殿 白衣觀音圖)는 전라남도 강진군 무위사에 있는 조선시대의 벽화이다. 2001년 8월 3일 대한민국의 보물 제1314호로 지정되었다.

## 개요
무위사 극락전 아미타후불벽화와 비슷한 시기에 조성되었다고 보이는 후불벽 뒷면 그림으로, 떠가는 듯 일렁이는 파도 위에 연잎을 타고 서 있는 백의관음입상이 그려져 있다. 당당한 체구에 옷자락을 휘날리며 오른쪽으로 몸을 튼 3/4 측면관인 이 관음보살입상은 두 손을 앞에 모아 교차하여 오른손으로는 버들가지를 잡고 왼손으로는 정병을 들고 있다. 간략화된 옷주름과 더불어 팔찌와 가슴장식 역시 간소화되어 있긴 하나, 힘있고 빠른 필치로 바람에 심하게 흩날리는 듯한 옷자락과 넘실대는 듯한 파도를 표현함으로써 강한 인상을 보여주고 있다. 관음보살의 뒤쪽으로는 해 모양의 붉은색 원이 그려져 있고, 앞쪽 위에는“해안고절처(海岸孤絶處) 중유낙가봉(中有洛迦峰) 대성주불주(大聖住不住) 보문봉불봉(普門逢不逢) 명주비아욕(明珠非我欲) 청조시인수(靑鳥是人遂) 단원창파상(但願蒼波上) 친참만월용(親참滿月容)”이라는 묵서의 5언 율시가 있다.
그리고 앞쪽 하단 구석쪽으로는 둔덕이 마련되어 있고, 관음보살을 향해 무릎을 꿇은 채 두 손을 벌려 손뼉을 치고 있는 듯한 자세의 노비구(老比丘)가 자리하고 있다. 흥미로운 점은 비구 어깨 위에 머리를 뒤로 돌려 관음보살을 쳐다보고 있는 새[靑鳥] 한 마리가 앉아 있는 것인데, 백의관음에 비하여 비교적 섬세하게 표현되어 있다.

## 같이 보기
- 강진 무위사 극락보전 - 국보 제13호
- 강진 무위사 아미타여래삼존좌상 - 보물 제1312호

## 참고 자료
- 무위사극락전백의관음도 - 국가유산청 국가유산포털